# Amorphoscelis reticulata
Amorphoscelis reticulata är en bönsyrseart som beskrevs av Werner 1933. Amorphoscelis reticulata ingår i släktet Amorphoscelis och familjen Amorphoscelidae. Inga underarter finns listade i Catalogue of Life.